# Podział administracyjny Kościoła katolickiego w Malezji
Podział administracyjny Kościoła katolickiego w Malezji – w ramach Kościoła katolickiego w Malezji funkcjonują obecnie trzy metropolie, w których skład wchodzą trzy archidiecezje i sześć diecezji.
Jednostki administracyjne Kościoła katolickiego obrządku łacińskiego w Malezji:

## Metropolia Kuala Lumpur
- Archidiecezja Kuala Lumpur
  - Diecezja Melaka-Johor
  - Diecezja Penang

## Metropolia Kuching
- Archidiecezja Kuching
  - Diecezja Miri
  - Diecezja Sibu

## Metropolia Kota Kinabalu
- Archidiecezja Kota Kinabalu
  - Diecezja Keningau
  - Diecezja Sandakan